# Linha 17 do Metropolitano de São Paulo
A futura Linha 17–Ouro do Metrô de São Paulo será uma linha de metrô de São Paulo que utilizará a tecnologia monotrilho, semelhante a já operacional Linha 15–Prata. Essa linha ligará, em sua primeira fase, a Estação Morumbi, da Linha 9–Esmeralda à Estação Aeroporto de Congonhas. Ela terá como principal parada o Aeroporto de Congonhas, passando também pela Linha 5–Lilás e pela Linha 9–Esmeralda. Terá uma demanda aproximada de quinze mil passageiros por hora em cada sentido. 
A inauguração da linha, originalmente prevista para 2013, enfrentou inúmeros atrasos, com a conclusão agora projetada para 2026. Apesar disso, a conexão entre o Aeroporto de Congonhas e a malha metroviária de São Paulo acontecerá antes que em diversos grandes e importantes centros aeroportuários da América do Sul (como o Aeroporto de Buenos Aires-Ezeiza, o Aeroporto de Santiago do Chile, o Aeroporto de Lima, o Aeroporto de Bogotá e o Aeroporto do Rio de Janeiro-Galeão) que, até a data, ainda têm projetos de conexão por vias férreas ainda em fase de planejamento.

## Projeto

### Antecedentes

#### PITU 2020 e 2025
O primeiro projeto de ligação transversal entre as linhas 1 do metrô e 4 da Via Quatro, 5 e 9 da Via Mobilidade surgiu em 1999, no Plano Integrado de Transportes Urbanos (PITU) — Horizonte 2020. O projeto consistia de uma linha ligando Diadema à Cidade Universitária, com integrações nas estações Jabaquara (Linha 1), Ibirapuera (Linha 5), Vila Olímpia (Linha 9) e Butantã (Linha 4). A linha proposta tinha a intenção de transportar 471 mil passageiros por dia.
Em 2006, foi apresentada a atualização do PITU para o horizonte 2025, sendo que o projeto da linha transversal foi quase totalmente suprimido. Apenas o trecho entre as linhas 1 e 5 do Metrô foi mantido entre São Judas e Campo Belo. Ambos os projetos do PITU (2020 e 2025) acabaram arquivados, porém partes do projeto para 2025 serviram como base para a Linha 17.

#### Monotrilho (SPTrans e JICA)
Em 2009, a SPTrans e a Agência de Cooperação Internacional do Japão (JICA) elaboraram um estudo de implantação de uma rede de monotrilhos em São Paulo. Uma das linhas estudadas era transversal e com trajeto similar ao da futura Linha 17, em Y, ligando as estações Jabaquara e São Judas da Linha 1 até a Estação Morumbi da Linha 4, passando pelas linhas 5 do Metrô e 9 da CPTM.
O projeto para a rede de monotrilhos foi abandonado em 2013. Antes disso, o governo do estado pressionou a Prefeitura e assumiu parte dos estudos, originando as linhas 15 e 17.

### Linha 17

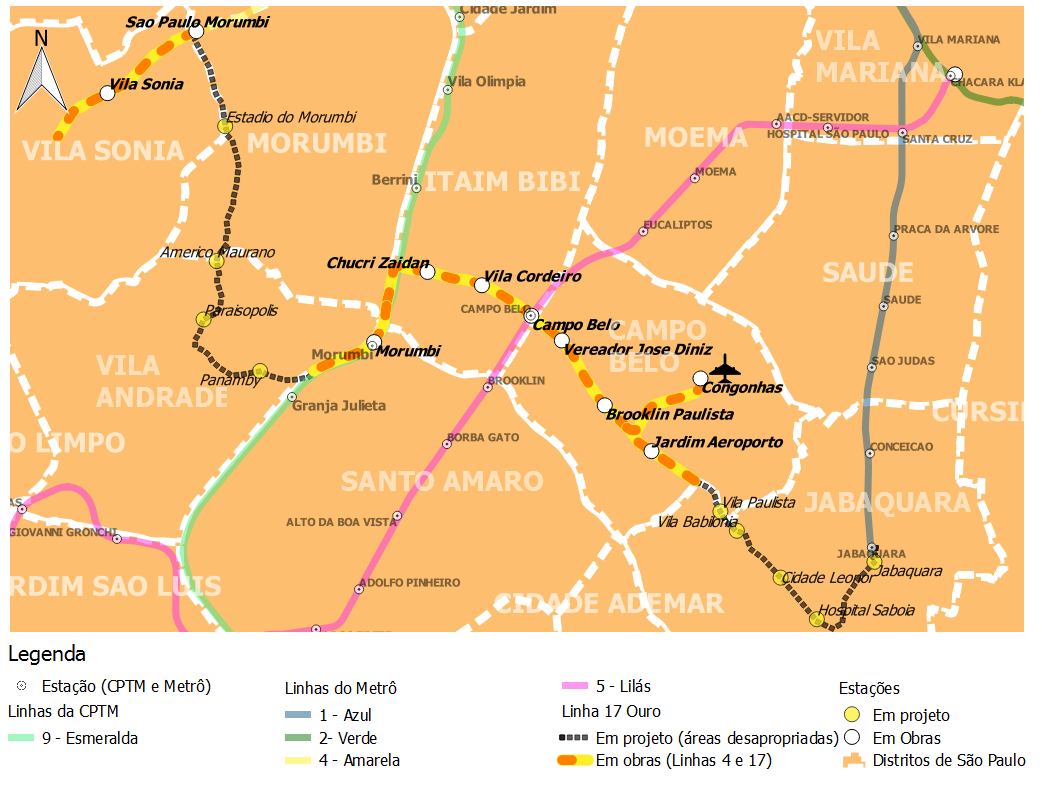
Projeto atual da Linha 17 - Ouro

O edital para construção deveria ser publicado em novembro de 2009, e o custo total do projeto está estimado em 3,17 bilhões de reais (sendo 1,082 bilhão de reais emprestados do BNDES, 1,5 bilhão de reais do governo estadual e o restante da prefeitura de São Paulo), com previsão de 200 mil, 230 mil ou 250 mil passageiros transportados por dia quando completa. O traçado projetado tem 21,5 quilômetros de extensão e será entregue em três etapas. A primeira delas tinha 3,8 quilômetros e o início das obras estava previsto para dezembro de 2010, ligando o aeroporto de Congonhas à estação São Judas, com uma demanda inicial de 18 mil passageiros por dia. Essa etapa, entretanto, sofreu atraso e acabou engavetada no primeiro semestre de 2011, devido ao processo de tombamento do aeroporto, segundo o Metrô. A primeira fase passou a ser então a ligação entre o aeroporto e a estação Morumbi da CPTM, com previsão de demanda diária de 43 mil passageiros e início de operações no primeiro semestre de 2014. Essa era originalmente parte da segunda etapa, que tinha previsão de demanda de cem mil usuários por dia e início de operações em 2013, com 10,8 quilômetros da Estação Morumbi à Estação Jabaquara, da Linha 1 do Metrô, com a linha para o aeroporto saindo em Y. A nova segunda fase passou a ser a ligação entre o aeroporto e a Estação São Paulo-Morumbi, da Linha 4 do Metrô, cuja previsão de operação passara para o primeiro semestre de 2015, com demanda prevista de 166 mil passageiros por dia. Por fim, a terceira fase seria a ligação da linha com a Estação Jabaquara, também prevista para o primeiro semestre de 2015, elevando a demanda prevista para 252 mil passageiros diários.

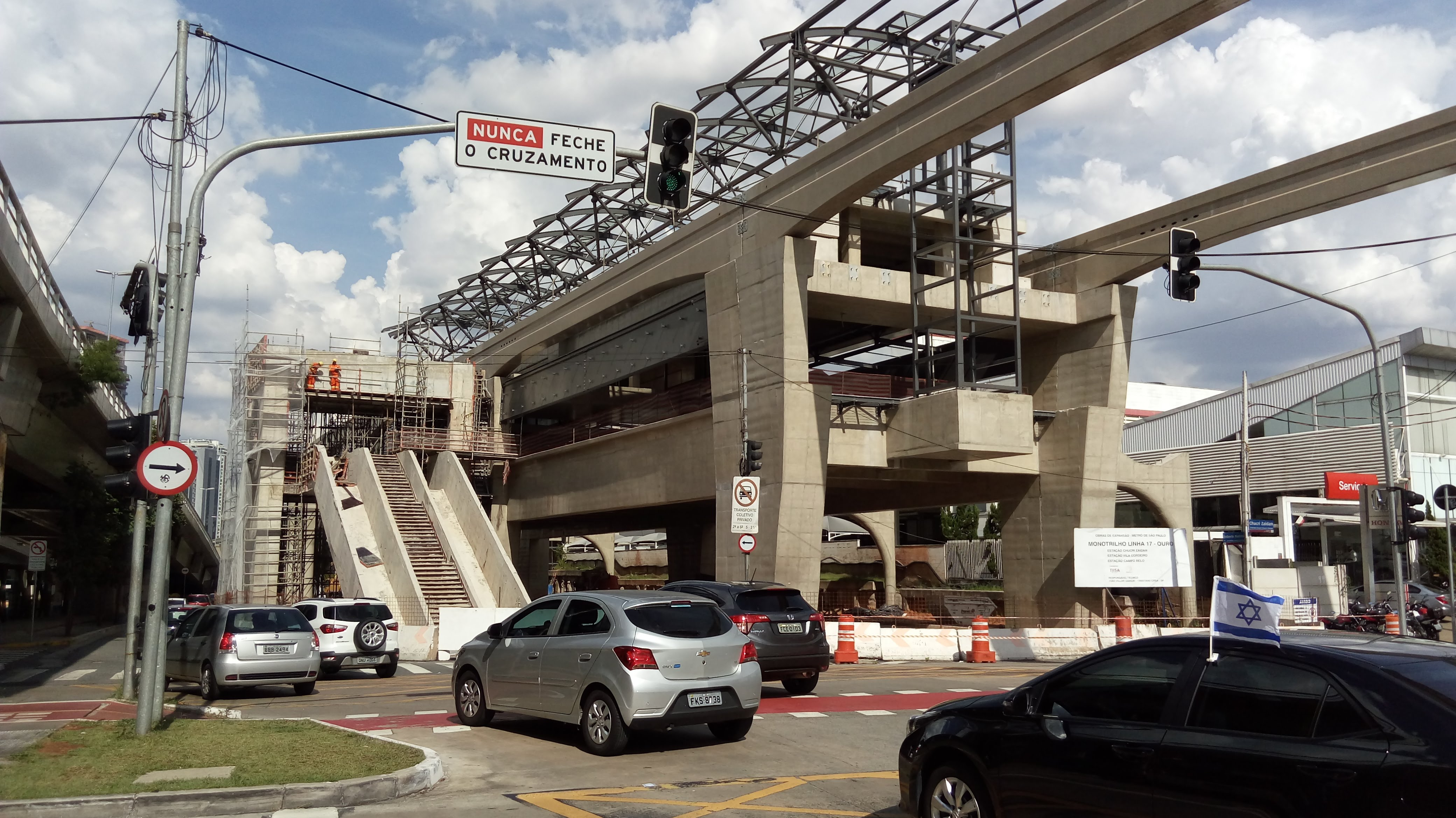
Estação Chucri Zaidan

Para diminuir a quantidade de desapropriações, a ideia inicial era fazer um monotrilho suspenso por pilares, muitos nos canteiros centrais de grandes avenidas, com composições de tração elétrica sobre pneus. A altura das estações deverá variar entre doze e quinze metros, e as plataformas deverão ter portas de vidro sincronizadas à abertura das portas dos trens, da mesma maneira que ocorre nas linhas 4–Amarela, 5–Lilás e 15–Prata e em algumas estações das linhas 2–Verde e 3–Vermelha. Um arquiteto ouvido pelo Jornal da Tarde em outubro de 2009 preocupava-se com uma possível "agressão à paisagem urbana" causada pelo trecho elevado: "Pode-se resolver o problema do transporte e provocar um outro, urbanístico." Já o secretário-adjunto dos Transportes Metropolitanos, João Paulo de Jesus Lopes, defendeu a ideia em junho de 2010: "A grande vantagem do monotrilho é que sua implantação é mais rápida, ele se integra bem com o meio urbano, evita muitas desapropriações e os trens serão entregues mais rápido por serem padronizados."
Um estudo ambiental falava em agosto de 2010 de "redução na qualidade de vida da população" vizinha, citando o impacto visual do monotrilho e o aumento da circulação de pedestres como causas. "O problema é que estão vendendo um novo modal, que não foi discutido com a sociedade, como se fosse o Metrô que conhecemos", protestou, em setembro de 2010, uma diretora da Associação de Segurança e Cidadania do Morumbi. Para o governo estadual, entretanto, a linha representaria um ganho ambiental, pois tiraria 585 das 855 linhas de ônibus que servem as regiões do Ibirapuera e de Santo Amaro, o que geraria uma redução de 247 quilos de monóxido de carbono no ar por dia e também teria custos menores de implantação, além de, segundo o Metrô, o impacto visual ser menor que o do Minhocão. Moradores próximos ao trecho da futura linha no Morumbi e donos de casas sujeitas a desapropriação reclamaram do projeto em reunião com representantes do Metrô em 19 de agosto de 2010, mas o presidente da União dos Moradores de Paraisópolis disse ao JT que "o metrô [ali] é um sonho que a comunidade espera há muito tempo". O presidente da União de Moradores de Paraisópolis, favorável ao monotrilho, também demonstrou preferir o metrô subterrâneo em setembro: "Precisamos de transporte público. Só abrimos mão do monotrilho se nos garantirem que vão construir o metrô aqui."
Moradores das áreas mais valorizadas do bairro têm organizado abaixo-assinados e reuniões contra o projeto, que, segundo eles, será o "novo Minhocão de São Paulo". Um condomínio do Morumbi entrou com uma representação em setembro de 2010 ao Ministério Público solicitando uma avaliação da linha e argumentando que ela poderia causar "degradação visual e sonora, ausência de privacidade, desvalorização imobiliária e aumento da criminalidade". "Não acho justo que, em prol de uma comunidade onde a TV a cabo é roubada, a eletricidade é gato, a gente tenha de pagar o preço da obra", reclamou uma moradora do bairro ouvida pelo jornal Folha de S.Paulo, cuja casa avaliada em um milhão de reais deveria ser desapropriada.
Quando a Fifa rejeitou o Estádio do Morumbi como uma das sedes da Copa do Mundo de 2014, a imprensa chegou a noticiar que a linha não seria mais uma prioridade do governo, mas isso foi negado quando o governador Alberto Goldman afirmou, em 30 de junho de 2010, que a linha ficaria pronta em 2013. "Os empréstimos estão pedidos, estão acertados e esperamos que a liberação dos recursos aconteça logo", disse Goldman. A previsão de duração das obras era de três anos. Em dezembro de 2010 uma liminar atendeu pedido da Associação Sociedade dos Amigos de Vila Inah, suspendendo a assinatura de contrato e consequente homologação da licitação para elaboração do projeto, fabricação, fornecimento e implantação da linha. A reclamação era da alteração da paisagem com a estrutura do monotrilho, que causaria desvalorização dos imóveis. Para a associação, o projeto feriria a lei federal de licitações por não ter incluídos licença ambiental e projeto básico de construção no processo.
Futuros vizinhos da linha também se preocupavam com o barulho e uma eventual "invasão de privacidade", já que ela passaria a poucos metros de piscinas e áreas de lazer de condomínios. Essa insegurança, segundo eles, era causada pela falta de informações sobre a construção da linha. O governo estadual rebatia dizendo que os trens seriam silenciosos e falava também em um sistema de escurecimento dos vidros das composições. A opinião negativa de vizinhos sobre o monotrilho, contudo, não era unânime. Moradores também falavam em valorização da região em entrevista à Folha de S.Paulo em abril de 2012.
Naquele mês, o Metrô divulgou as primeiras imagens geradas por computador mostrando o impacto da obra nas regiões que ela atravessaria. Na Marginal Pinheiros, por exemplo, o trem correrá a uma altura de dezoito metros. Também seria feito um projeto paisagístico em que árvores com copas tão altas quanto as vigas de sustentação do monotrilho seriam plantadas ao longo de alguns trechos.  Apesar de um dos argumentos a favor do monotrilho ser o número mais baixo de desapropriações, nesse mesmo mês já havia 161 imóveis declarados de utilidade pública para a Linha 17, e esse número ainda poderia aumentar. O Metrô alegava que para uma obra subterrânea o número de desapropriações seria ainda maior. Muitos proprietários alegaram ter sido surpreendidos pelo primeiro decreto expropriatório, em 10 de junho de 2011.
No mês seguinte cerca de cem moradores do Morumbi fizeram na Praça Roberto Gomes Pedrosa um protesto contra o monotrilho, a favor de uma linha subterrânea e até de uma mudança no traçado. "Se fosse criado um trajeto que viesse da Avenida Giovanni Gronchi, com certeza atenderia a todas as comunidades que circundam o Morumbi", disse uma manifestante ao Jornal da Tarde. Também foi passado um abaixo-assinado que seria entregue ao governo estadual. Três semanas depois moradores de Paraisópolis fizeram um ato a favor do monotrilho no mesmo dia em que ocorreria uma audiência pública na Assembleia Legislativa sobre o assunto. "Estamos em uma região carente de transportes e queremos cobrar o governo para que acelere a construção da linha", explicou um dos organizadores do ato. "Para nós, faz uma diferença enorme." Na audiência houve discussão entre defensores e detratores do monotrilho.
Dados sobre as novas estações que seriam construídas pelo Metrô, incluindo as da Linha 17, estavam no primeiro lote de informações repassadas por meio da Lei de Acesso à Informação. Três das estações da linha (Estádio Morumbi, Panamby e Vila Cordeiro) foram classificadas pelo jornal O Estado de S. Paulo como "miniestações, devido à demanda diária prevista de apenas cinco mil usuários". O jornal lembrava que paradas menores de linhas mais antigas já estavam saturadas, citando como exemplo Anhangabaú (demanda prevista de vinte mil usuários por dia e em 2012 atendendo a noventa mil), São Joaquim e Conceição. Agora o estado já afirma que sua operação será deficitária.

## Obras

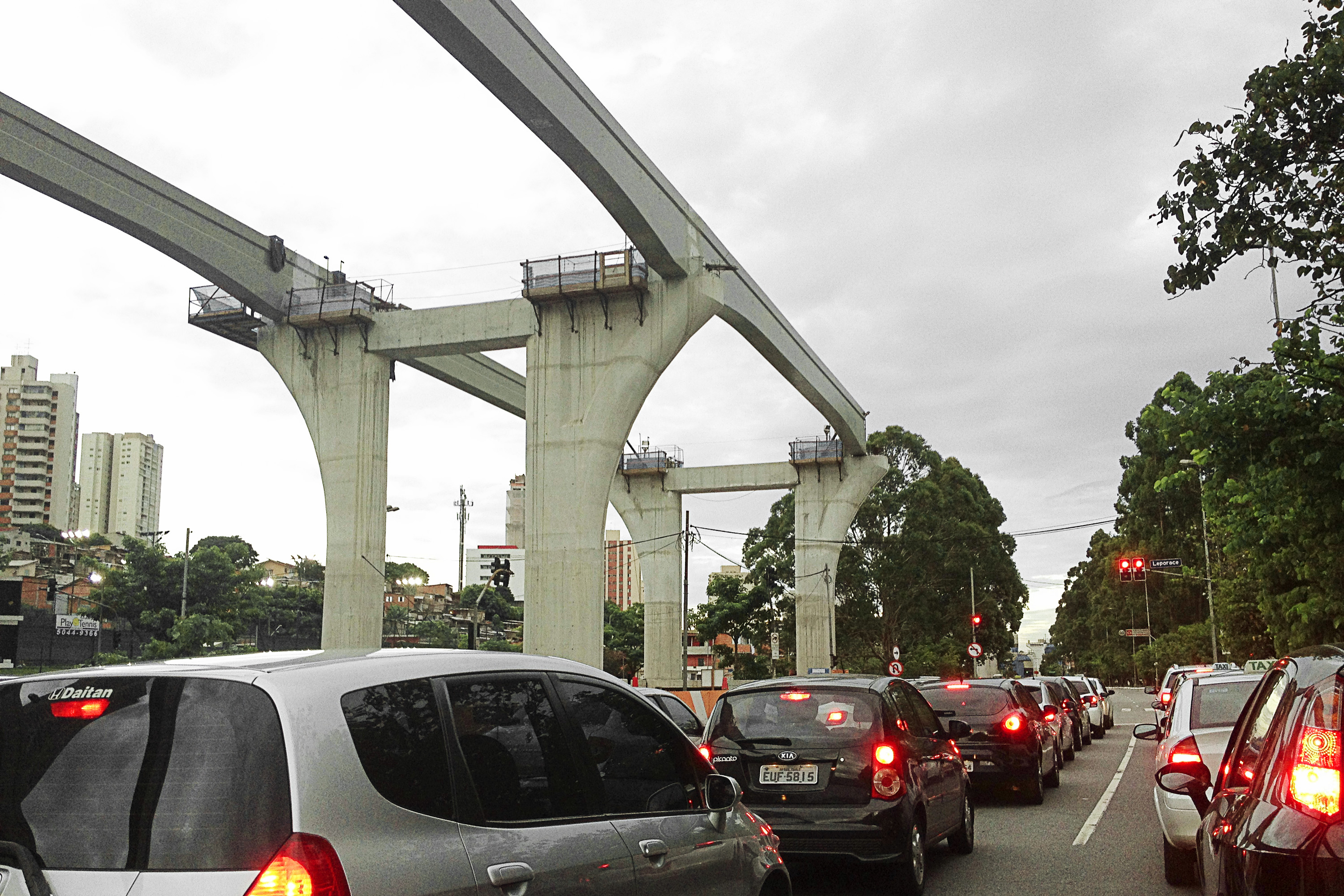
Obras da Linha 17 na Avenida Jornalista Roberto Marinho

A Licença Ambiental de Instalação (LAI) da linha, última pendência para o início das obras, foi publicada em março de 2012 pela Secretaria Municipal do Verde e do Meio Ambiente. Com ela, Alckmin anunciou que o primeiro trecho ficaria pronto "até 2014". Como a LAI naquele momento só permitia intervenções em parte do percurso da linha, as obras tiveram início, em 1 de abril, apenas em um trecho de quatrocentos metros da Avenida Jornalista Roberto Marinho, que teve a faixa da esquerda interditada no sentido Marginal Pinheiros, entre as ruas Constantino de Sousa e Princesa Isabel. Nessa primeira etapa, seriam apenas remanejados elementos que poderiam interferir na execução da obra, como postes de iluminação. Àquela altura, previa-se que o custo total da linha seria de 3,2 bilhões de reais.

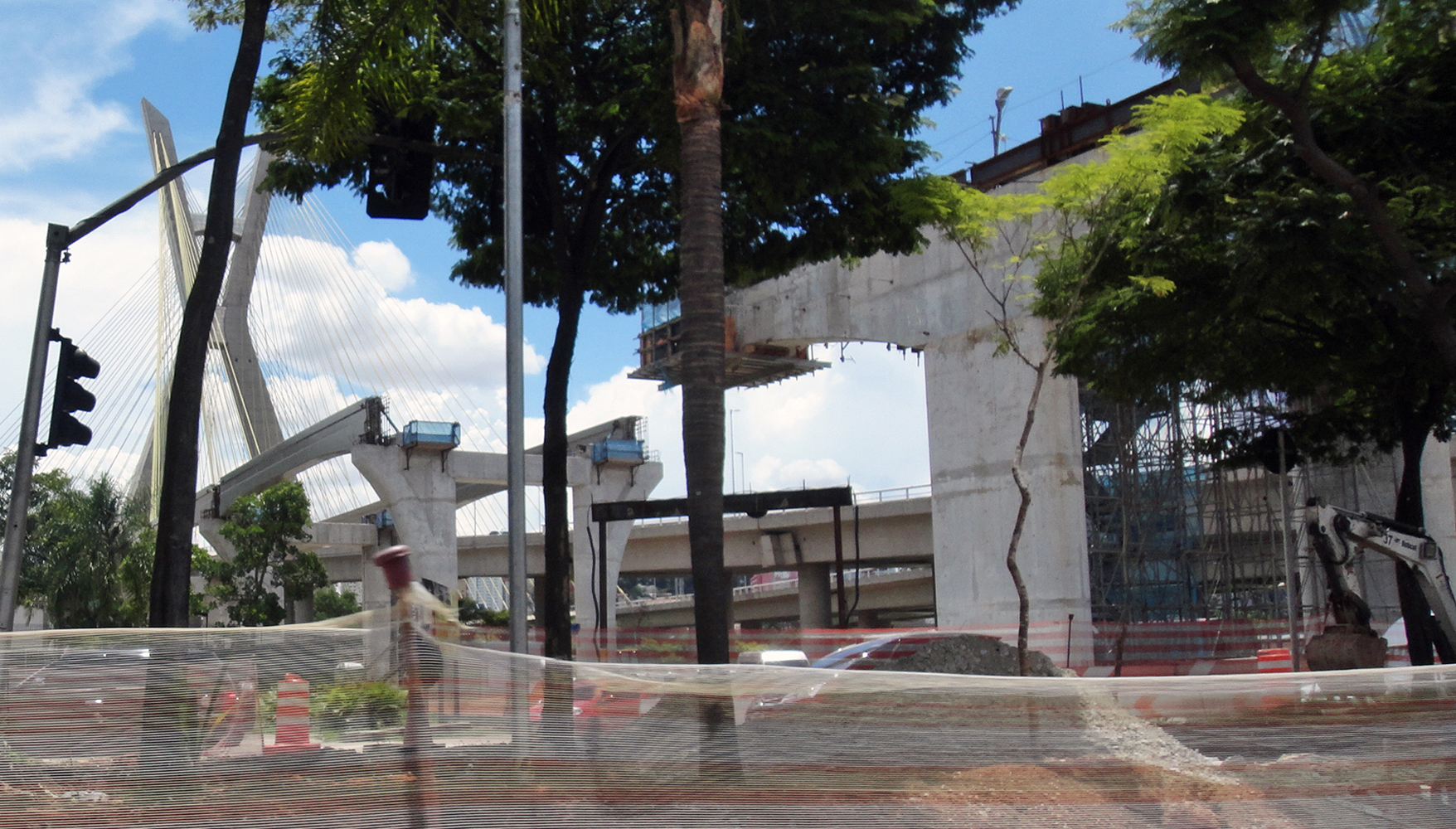
Obras do Monotrilho Linha 17-Ouro no trecho Aeroporto de Congonhas-Estação Morumbi, perto da Ponte Octávio Frias de Oliveira

A linha ainda encontrava "forte resistência de moradores" de alguns dos bairros por onde ela passaria, preocupados com o "impacto urbanístico negativo". Ela era apontada como um dos motivos, ao lado da violência, da redução do tamanho das famílias e do aumento do trânsito, para o aumento do número de imóveis à venda no bairro do Morumbi. "Acredito que algumas pessoas estejam colocando suas casas à venda por causa da insegurança causada pela possibilidade de desapropriações e pela escolha desse modal desastroso", explicou ao JT uma moradora da região, que defendia uma linha subterrânea. Diante da explicação do Metrô de que o monotrilho havia sido escolhido por ser uma obra mais rápida e mais barata, além de a região ter uma baixa demanda, o presidente do Conselho de Segurança do Portal do Morumbi destacou: "Ele pode ser mais barato, mas, ainda assim, é dinheiro jogado fora. Passa por áreas pouco povoadas, não favorece a grande massa."

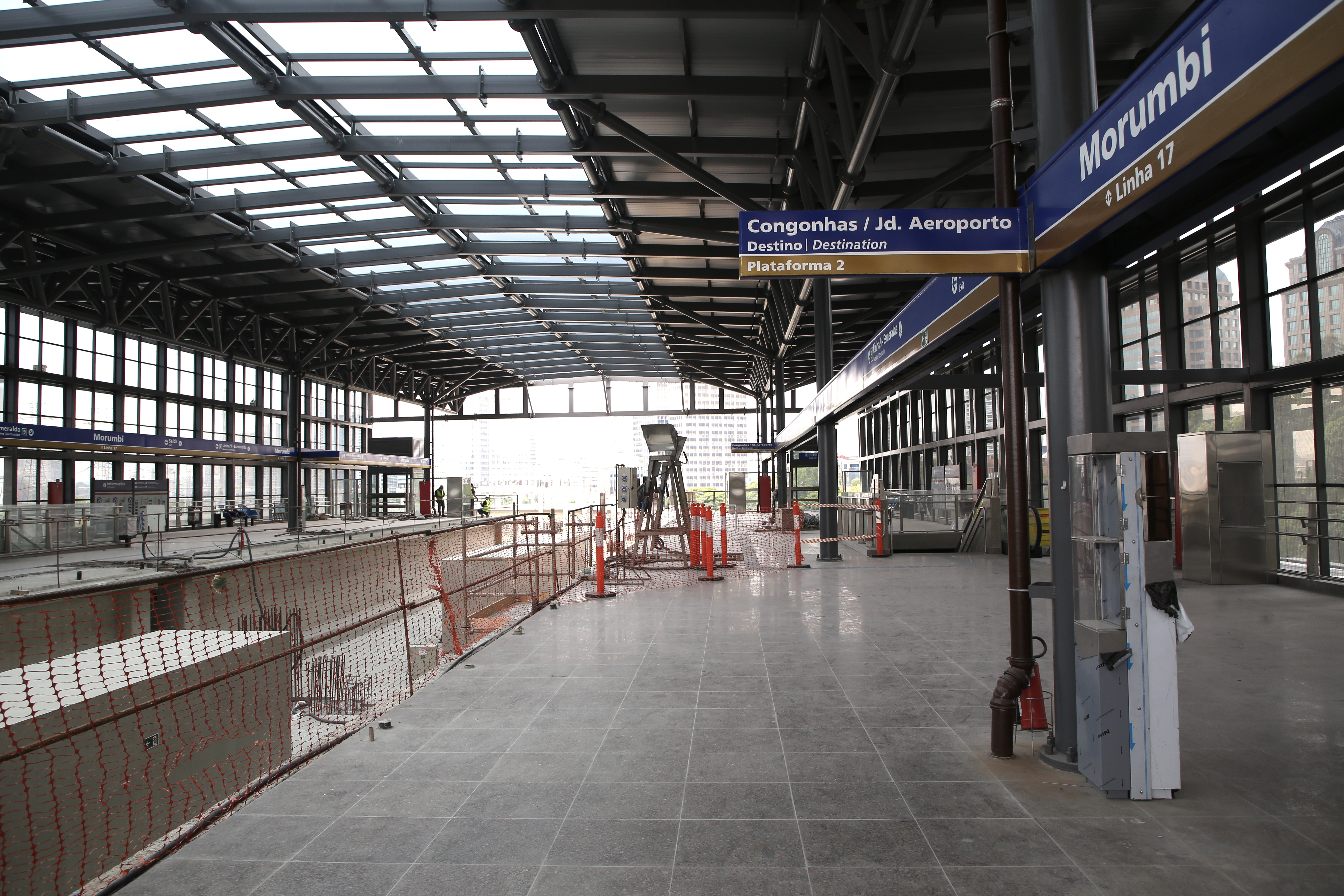
Estação Morumbi em obras em 2020

Com boa parte dos pilares de sustentação já erguida, em outubro de 2013, alguns moradores reclamaram de um "efeito Minhocão", em relação ao impacto visual e ao resultado urbanístico. Está muito feio", reclamou, ao jornal Folha de S.Paulo, a presidente da Associação de Amigos do Brooklin Novo. "Há a promessa de que seja feito um paisagismo, mas, até agora, nada." O Metrô, entretanto, informou ao jornal que "a obra [teria] tratamento paisagístico, com o objetivo de formar um conjunto visual leve e com ares futuristas". Já o presidente da Associação Pro Campo Belo, também ouvido pela Folha, era mais otimista: "A promessa é que o monotrilho se pareça com o que existe em Miami. As estações serão modernas, com elevadores, e embaixo haverá um monte de árvores. Não será um 'Minhocão'."
Em uma das vigas usadas na estrutura, foi detectado um risco de queda devido a "uma oscilação estrutural, identificada pelos próprios operários da obra", em novembro de 2013. Durante a remoção da viga, feita por um guindaste, um dos sentidos da Avenida Jornalista Roberto Marinho teve o trânsito interrompido por cerca de seis horas.
O início de suas operações, inicialmente prometido para 2013, passou para 2014, depois para 2016, final de 2017, 2018, final de 2019, dezembro de 2020, 2022, 2024, 2025, e atualmente, junho de 2026. A linha fez parte do projeto que a cidade apresentou para ser sede da Copa do Mundo de 2014. Quando concluída a sua terceira fase, a linha terá 17,7 quilômetros de extensão.
As obras foram interrompidas em outubro de 2015, e, em 18 de janeiro seguinte, o contrato foi rompido. Em 21 de junho de 2016 (segundo o Governo de São Paulo), entretanto, após aproximadamente nove meses de paralisação, as obras da linha foram retomadas, com previsão de início das operações em 2018. Posteriormente, em 30 de março de 2017, o governador Geraldo Alckmin anunciou que a Linha 17 estava agora prevista para operar em dezembro de 2019. Quando estiver pronta e em operação, a linha partirá da Estação Morumbi (integrando-se com a Linha 9-Esmeralda), passando pelas estações Chucri Zaidan, Vila Cordeiro, Campo Belo, Vereador José Diniz, Brooklin Paulista e Washington Luís, chegando até a Estação Aeroporto de Congonhas, com uma demanda de 185 mil passageiros por dia, sendo, assim, a primeira linha de Metrô a dar acesso ao aeroporto.
Em junho de 2018, foi divulgado que o trecho entre Morumbi e Congonhas tinha previsão de inauguração no fim de 2019.
Em março de 2019, o Metrô decidiu rescindir unilateralmente o contrato de construção do monotrilho. Com o fim do contrato, foi realizado novo certame, que contou com onze interessados. Em 13 de janeiro de 2020, houve a assinatura do contrato com a Constran, empresa filha da UTC Engenharia, para as obras remanescentes, com previsão de término em 2022. Entrou em curso uma licitação para a compra do material rodante da linha. Ambos os contratos ainda não estavam em vigor, devido a processos na justiça realizados pelos consórcios perdedores das licitações. Em setembro de 2020, o Tribunal de Justiça do Estado de São Paulo liberou o contrato de compra do material rodante da linha, com previsão de entrega do material em setembro de 2022. Posteriormente, a Companhia do Metrô afastou a construtora Constran da licitação do término das obras civis remanescentes, e o consórcio perdedor Coesa Engenharia assumiu as obras, com previsão de término em 2023.
Em 2 de março de 2023, o governo do estado decidiu por rescindir o contrato com o consórcio responsável pelas obras. Ainda não foi decidido qual será a nova empresa que será a responsável para a finalização inacabadas das obras, porém o governador Tarcísio de Freitas disse em entrevista que devido a estes atrasos o prazo máximo para finalização das obras é 2026.

## Datas-marco
- 10 de junho de 2011 — Divulgado o primeiro decreto expropriatório, atingindo imóveis do Brooklin e Campo Belo.
- 1 de abril de 2012 — Início da construção entre as estações Jardim Aeroporto e Morumbi.
- 31 de dezembro de 2015 — Governo suspende até 2017 as obras do monotrilho da Linha 17.[60]
- 18 de janeiro de 2016 — Suspensão das obras do monotrilho.[60]
- 20 de junho de 2016 — Obras da Linha 17 são retomadas.[61]
- 13 de janeiro de 2020 — Governo de SP assina contrato para retomada das obras da Linha 17.[62]
- 2 de junho de 2020 — TJ suspende contrato entre o Metrô e o consórcio para fornecimento dos trens.[63]
- 25 de setembro de 2020 — TJ libera contrato entre o Metrô e o consórcio para fornecimento dos trens.[59] Obras da Linha 17 são retomadas.[48]
- 23 de maio de 2023 — Obras são novamente paradas após o governo rescindir o contrato com o consórcio Coesa KPE.[3]
- 1 de setembro de 2023 — Governo de SP anuncia novamente a retomada das obras.[64]
- 8 de setembro de 2024 — Chegada do primeiro trem da linha, da fabricante chinesa BYD SkyRail, no Pátio Água Espraiada.[65]
- 21 de setembro de 2024 — Içamento e posicionamento das primeiras vigas no Pátio Água Espraiada.[66]
- 13 de janeiro de 2025 — Primeira movimentação de um trem da linha, entre o Pátio Água Espraiada e a Estação Washington Luís, por um total de 1.200 metros.[67]

## Características

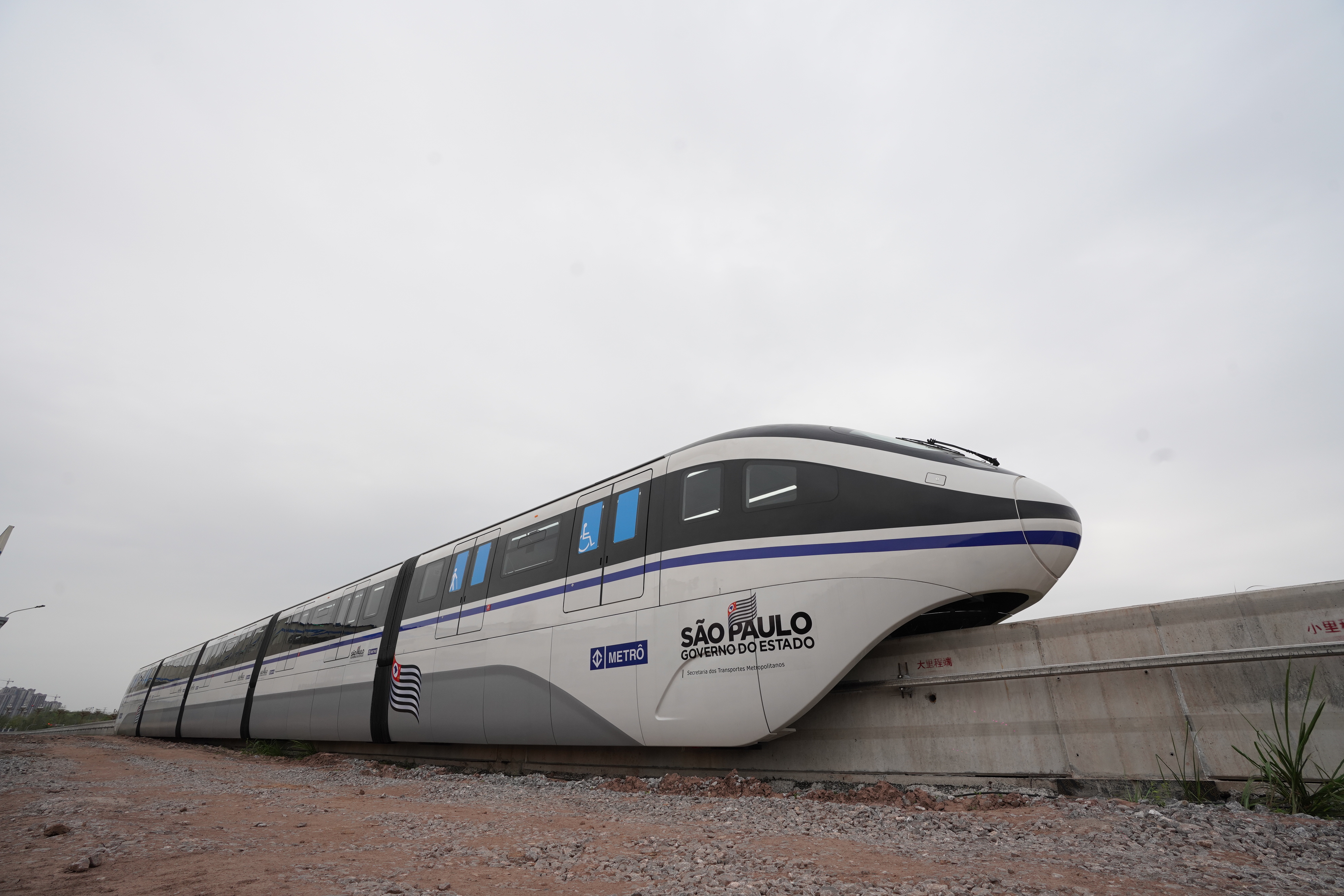
Protótipo de monotrilho da Linha 17 do Metrô de São Paulo ainda na fábrica da BYD em Guang'na na China

### Estações
| Sigla | Estação                                 | Integração | Distrito     |
| ----- | --------------------------------------- | --- | ------------ |
| JBM   | Jabaquara-Comitê Paralímpico Brasileiro | Linha 1–Azul Terminal Metropolitano Jabaquara (SPTrans, Corredor Metropolitano São Mateus–Jabaquara e Ponte Orca Zoo da EMTU) Terminal Rodoviário Jabaquara | Jabaquara    |
| HSB   | Hospital Sabóia                         | - | Jabaquara    |
| CLE   | Cidade Leonor                           | - | Jabaquara    |
| BAB   | Vila Babilônia                          | - | Jabaquara    |
| VPI   | Vila Paulista                           | - | Jabaquara    |
| JAP   | Washington Luís                         | - | Campo Belo   |
| CGN   | Aeroporto de Congonhas                  | Aeroporto de São Paulo-Congonhas | Campo Belo   |
| BPA   | Brooklin Paulista                       | - | Campo Belo   |
| VJD   | Vereador José Diniz                     | - | Campo Belo   |
| CBM   | Campo Belo                              | Linha 5–Lilás | Campo Belo   |
| VCD   | Vila Cordeiro                           | - | Itaim Bibi   |
| CZD   | Chucri Zaidan                           | - | Itaim Bibi   |
| MOB   | Morumbi                                 | Linha 9–Esmeralda Corredor Diadema–Morumbi | Santo Amaro  |
| PNB   | Panamby                                 | - | Vila Andrade |
| PSP   | Paraisópolis                            | - | Vila Andrade |
| AMR   | Américo Maurano                         | - | Morumbi      |
| EMB   | Estádio Morumbi                         | - | Morumbi      |
| MBM   | São Paulo–Morumbi                       | Linha 4–Amarela Corredor Campo Limpo-Rebouças-Centro | Morumbi      |

Obs: Siglas em negrito indicam estações em construção. Siglas em itálico indicam estações em projeto.

## Monotrilho

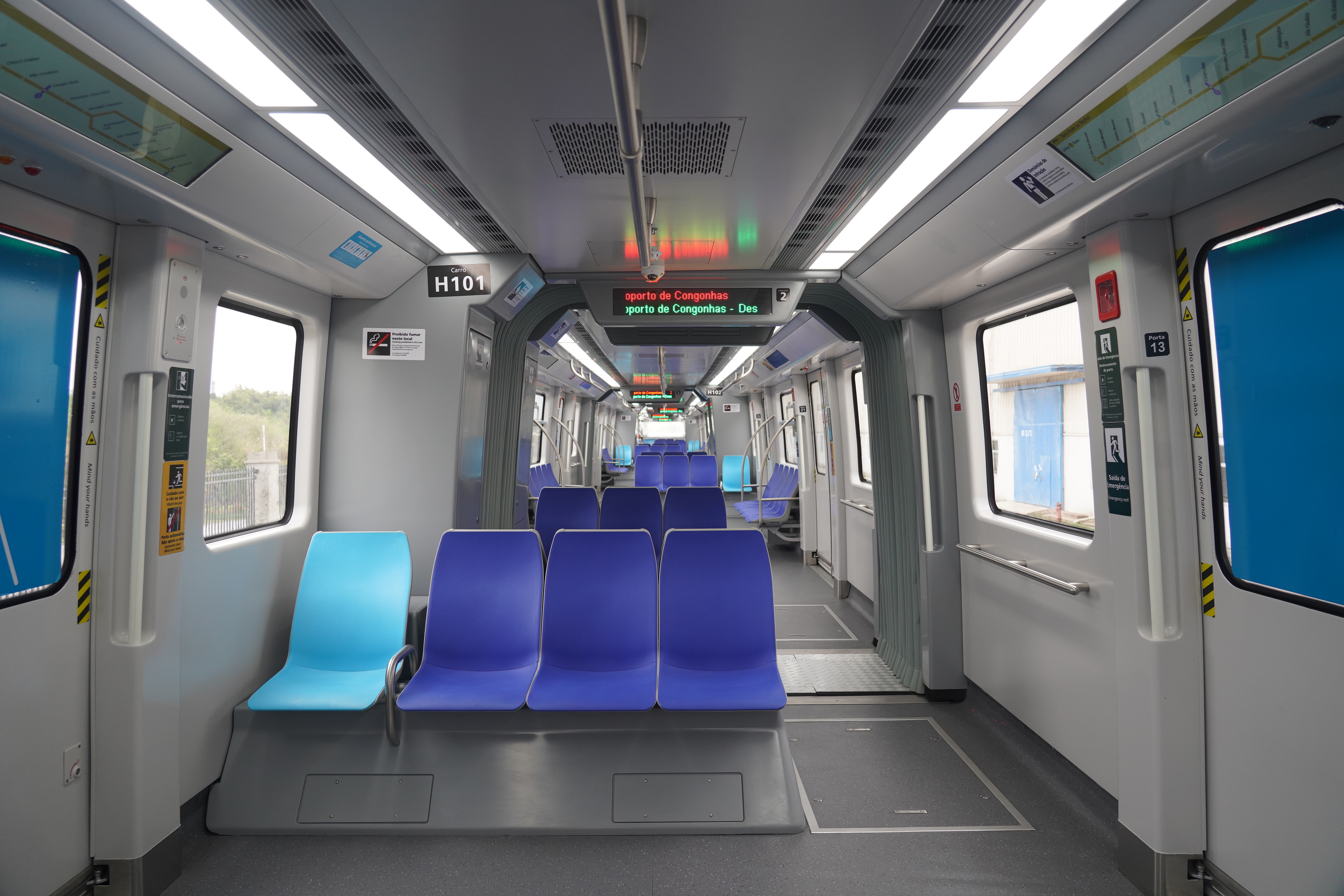
Protótipo de interior de trem monotrilho fabricado pela BYD para a Linha 17 do metrô de São Paulo

A construção e implementação dos trens monotrilho ficou por responsabilidade da empresa chinesa BYD SkyRail. Ao todo a empresa deve entregar 14 trens com 5 carros cada um. Os trens terão a tecnologia UTO (Unattended Train Operation) que deve permitir a movimentação automática dos trens entre as estações. Essa tecnologia já existe nas linhas 4-Amarela e 15-Prata.
Cada de carro terá capacidade de transportar 72 pessoas sentadas e será capaz de transportar 600 pessoas em condições confortáveis. Também terão passagem livre entre os carros, ar condicionado e câmeras de monitoramento.
As composições do monotrilho têm ao todo 60,80 metros de comprimento por 3,25 metros de largura. Os trens da BYD Skyrail São Paulo operam com tração elétrica, que andam sobre vigas de concreto de 80 centímetros de largura.
O contrato com a BYD, tem valor de R$ 989 milhões e prazo de 38 meses, contempla também a instalação dos sistemas de captação de energia, redes de fibra óptica, controle centralizado, máquina de lavar trens, veículos de inspeção e manutenção de via, além de vigas para testes dos trens.